# Auletobius anthracinus
Auletobius anthracinus là một loài bọ cánh cứng trong họ Rhynchitidae. Loài này được Lea miêu tả khoa học năm 1926.